# Oberpallen
Oberpallen (luxemburgisch Uewerpallenⓘ) ist eine Ortschaft in der Gemeinde Beckerich im Kanton Redingen im Großherzogtum Luxemburg.

## Lage
Oberpallen liegt ganz im Westen der Gemeinde Beckerich direkt an der belgisch-luxemburgischen Grenze im Tal der Pall. Dieser kleine Fluss fließt mitten durch den Ort, in der Ortsmitte mündet zudem der Bach Peiltz in die Pall. Durch den Ort verläuft die Nationalstraße 12, Nachbarorte sind im Norden Levelingen, im Osten Beckerich, auf belgischer Seite Tontelingen und Bonnert.

## Allgemeines und Geschichte
Oberpallen gehört zu den größeren Ortschaften in der Gemeinde. Sehenswert ist die kath. Kirche St. Germanus, sie gehört zur 2017 entstandenen Großpfarre Sainte Claire Atterttal.
Der Ortsname leitet sich vom Fluss Pall ab, der durch den Ort fließt. Die Ergänzung Ober- grenzt es von der Ortschaft Niederpallen ab, die etwas Flussabwärts liegt.
Die Entstehungszeit des Ortes kann jedoch aus dem Flussnamen nicht hergeleitet werden. Jedoch sind aus dem Mittelalter die Schreibweisen Pilldorf bzw. Palldorf für Oberpallen überliefert. Die Endung -dorf lässt auf eine Entstehung der Siedlung während der Frankenzeit schließen.